# کازویوکی سوگابه
کازویوکی سوگابه (曽我部 和恭؛ ۱۶ آوریل ۱۹۴۸ – ۱۷ سپتامبر ۲۰۰۶) صداپیشگی در ژاپن، بازیگر، و موسیقی‌دان اهل ژاپن بود. وی بین سال‌های ۱۹۷۳ تا ۲۰۰۰ میلادی فعالیت می‌کرد.